# Roberto Recchioni
Roberto Recchioni (né le 13 janvier 1974 à Rome) est un auteur de bande dessinée et directeur éditorial italien.
Il est notamment connu pour avoir créé avec Lorenzo Bartoli la série fantastique John Doe (it) (2002-2012) et la série policière Detective Dante (it) (2005-2007), toutes deux publiées par Eura Editoriale (it).

## Récompense
- 2005 : Prix Micheluzzi de la meilleure série italienne pour John Doe (it) (avec Lorenzo Bartoli)
- 2014 : Prix XL pour Orphelins (it) (avec Emiliano Mammucari)